# 해상방위대
해상방위대는 대한민국의 조선민주주의인민공화국에 보급봉쇄, 함선 출몰에 대비하기 위해 1950년 3월에 창설된 방위대이다.

국방부가 천용택 의원에게 제출한 자료에 따르면 해상방위대는 해군목포경비부 연혁사 제39쪽의 기록으로 봐 목포 지역에서 약 1년간(50-51년) 존속됐던 보조기관으로 추정된다. 국방부는 천용택 국민회의 의원에게 "해군 목포경비부 연혁사 39쪽에 '당 경비부 내 보조기관인 해상방위대를 총참모장의 명으로 완전해체하고 건물 일체를 인수함'이라는 기록이 51년 5월 3일자로 나온다"는 내용의 답변서를 보냈다.

## 김대중 복무 관련 논란
1997년 대선 당시 김대중 새정치국민회의 대통령 후보는 1997년 대선 토론회에서 자신의 병역의혹에 대해 "해상 방위대 목포 해군 경비부의 직속으로 해상방위대 전남지구 부대장, 이렇게 해 가지고 제가 저의 선박을 동원해서 공비 토벌한, 일선에서 제가 싸웠습니다."라며 자신의 군 복무 의혹에 대해 해명했다.
한편 목포 해상방위대의 사실관계 확인 요청에 대한 민원에서 해군 감찰실 (2010년)과 국방부군사편찬연구소 (2011년) 모두 목포 해상방위대라는 조직에 대한 자료를 찾을 수가 없다고 답변하였다.

## 같이 보기
- 전남지구 해상방위대